# キリンシティ
キリンシティ株式会社は、ビアレストランの運営とチェーン展開を行う日本の外食事業者。

## 概要
キリンビールが製造する様々な種類の樽生ビールをメインに、種々の酒類と料理を提供するビアレストランになっている。
ドイツ中西部の都市であるデュイスブルグにあるビールの名門ケーニッヒ・ブルワリーが運営するビヤパブ「ケーニッヒシティ」をモデルとした店舗で、ドイツピルスナービールの伝統技術である通称「3回注ぎ」によって、独特の泡立ちを再現している。
また独自の「飲み頃温度」を設定しており、徹底した温度管理がされているため、季節を問わず上質なビールを楽しむことができる。
なお、ビールを注ぐことができる従業員はキリンシティ株式会社の社内資格制度であるビアマイスター制度の審査基準をクリアした者のみである。